# 刺檗
刺檗（学名：Berberis vulgaris）是小檗科小檗属的植物。原产于欧洲中部和南部、北非和西亚等地区，落叶灌木，高达4米。叶长圆状匙形或倒卵形，长2-5厘米，宽1-2厘米。
果实可以食用，富含维生素C，但味道很酸，而且因刺多不易收获，所以在多数地区都未作为食物供人食用。通常是做成食品添加剂、果酱或果干。在伊朗有较大归模的种植，当地也常使用刺檗果干入菜，波斯语将这种果干称作Zereshk (زرشک)。伊朗也是刺檗果干的最大产地。
刺檗在新西兰广泛种植用作篱笆。由于刺檗是导致秆銹病的真菌宿主，加拿大以及美国一些地区（康涅狄格州、马萨诸塞州、密歇根州、新罕布什尔州）禁止种植刺檗。

## 注意
- 刺檗的拉丁异学名之一为Berberis sanguinea hort. ex K. Koch，它与原产于中国的血红小檗（拉丁学名：Berberis sanguinea Franch.）是两种植物。